# Алгоритмы нечеткого поиска

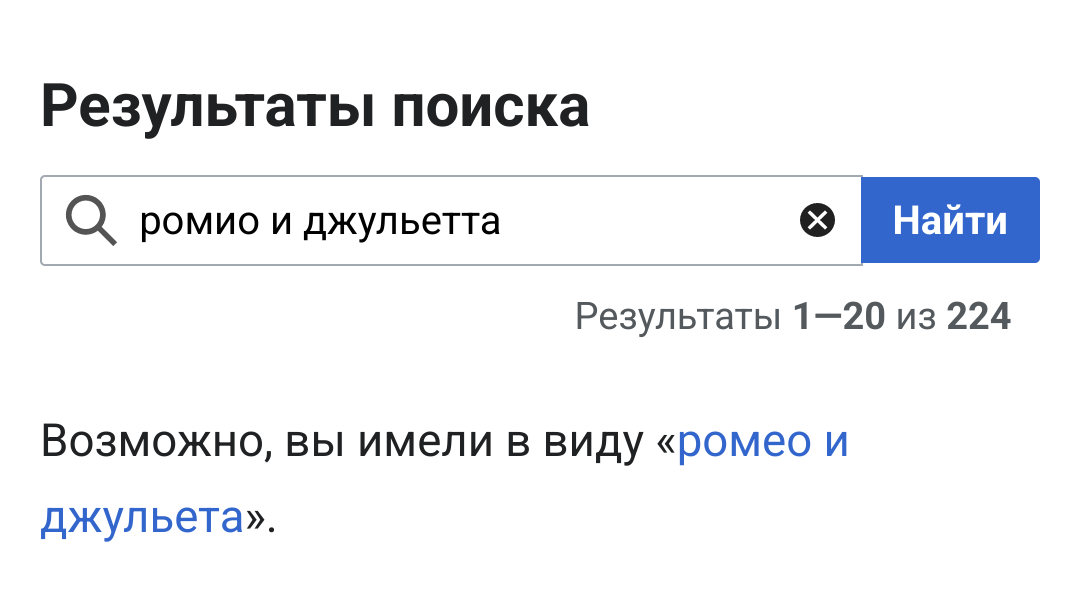
Нечеткий поиск в Википедии на запрос «ромио и джульетта», выдает результаты на запрос «ромео и джульетта»

В информатике, приближённое соответствие строк (также называемый нечётким поиском) — техника нахождения строк, которые приблизительно соответствуют шаблону (но не точно). Задача нахождения приближённого соответствия строк обычно делится на две подзадачи: нахождение приближённых совпадений подстрок внутри данной строки и нахождение словаря строк, которые приблизительно соответствуют шаблону.

## Обзор
Схожесть строк измеряется количеством базовых операций, необходимых для преобразования входной строки E в выходную строку E'. Это значение называется редакционным расстоянием между строкой и шаблоном. Обычные базовые операции:
- вставка: кот → коты
- удаление: коты → кот
- замена: коты → кота

Эти три операции могут быть обобщены как формы замены путём добавления символа NULL (здесь обозначается *) везде, где символ был удален или вставлен
- вставка: кот* → коты
- удаление: коты → кот*
- замена: коты → кота

Некоторые алгоритмы также обрабатывают транспозицию, в котором позиции двух букв в строке меняются местами, это ещё одна примитивная операция.
- транспозиция: кот → кто

Разные алгоритмы позволяют накладывать разные типы ограничения. Некоторые алгоритмы поддерживают одиночную глобальную невзвешенную стоимость, то есть общее число базовых операций, необходимых для превращения совпадения в паттерн. Например, если шаблон — кота то:
- кота → коты отличается одной заменой,
- кота → котам — одной вставкой
- кота → кот — одним удалением
- кота → кофе — двумя заменами.

Если считать, что отдельная операция стоит единицу и применить алгоритм с максимальной стоимостью равной 1, то слова коты, коту и кот — совпадают, а кофе — нет.
Другие алгоритмы назначают количество разных операций отдельно, в то время как остальные считают общую стоимость, но разрешают устанавливать разную стоимость для разных операций. Некоторые алгоритмы позволяют отдельно назначать пределы и веса для отдельных групп в шаблоне.
Примеры алгоритмов:
- Расстояние Левенштейна
- Расстояние Дамерау — Левенштейна
- Алгоритм Bitap
- Алгоритм расширения выборки
- Метод N-грамм
- Хеширование по сигнатуре
- BK-деревья
- Сходство Джаро — Винклера.

## Применение
Обычно алгоритмы нечёткого соответствия используется в системах проверки правописания. Так, при наличии большого количество ДНК-данных, сопоставление нуклеотидных последовательностей стало важным применением. Также нечёткий поиск используется в фильтрации спама. Сопоставления данных обычно используемый в приложении где используются записи из нескольких баз данных.
Алгоритмы оценки соответствия строк не могут быть использованы для большинства видов двоичных данных, таких как изображения и звуки. Для них требуются другие алгоритмы, такие как звуковой отпечаток.